# 石岡駅 (台中県)
石岡駅（せきこうえき）は、かつて台湾台中市石岡区にあった台湾鉄路管理局東勢線の駅（廃駅）である。

## 駅構造
- 島式ホーム1面で3線の線路を持つ地上駅であった。東勢線で唯一列車交換可能な交換駅であった[1]。ホーム上に待合室はなかった。

## 利用状況
- 既に廃止されている。
- 廃止直前は招呼站（無人駅）であった。
- 東勢線の廃線跡は自転車道（東豊自行車緑廊）となり、本駅はホーム上に上屋を設けて休憩所として再利用されている。

## 保存状況
- 駅舎は撤去されているが、ホームが残っている。
- 駅東側には線路が一部残り、旧型客車2輌が休憩所として保存され、0蛋月台と呼ばれる木製ホームが設けられている[2]。
- 1999年、921大地震で元駅構内に断層が発生し[3]、その境界が急斜面となっている。

## 駅周辺
- 石岡ダム（zh:石岡水壩）
- 台中県石岡旅客サービスセンター

## 歴史
- 1959年1月12日 三等駅として開設された。
- 1983年3月1日 招呼站（無人駅）に降格された。
- 1991年9月1日 東勢線の廃線に伴い廃止された。

## 隣の駅
台湾鉄路管理局
東勢線（廃線）
朴口駅 - 石岡駅 - 梅子駅